# Werkzame doorsnede
De werkzame doorsnede is in de kernfysica en deeltjesfysica een maat voor de waarschijnlijkheid dat een bepaalde wisselwerking tussen deeltjes plaatsvindt (bijvoorbeeld verstrooiing of een kernreactie). Deze waarschijnlijkheid is vaak sterk afhankelijk van de energie van de deeltjes of de samenstelling van een target (doel, doelwit) dat wordt beschoten. De werkzame doorsnede wordt aangeduid met σ en heeft de dimensie van oppervlakte. Meestal wordt de werkzame doorsnede uitgedrukt in de niet-SI-eenheid barn. Wanneer men geïnteresseerd is in de hoekafhankelijkheid bij verstrooiing van een deeltje, gebruikt men de zogeheten differentiële werkzame doorsnede.

## Eenvoudige definitie
Als het gaat om het elkaar raken van een puntdeeltje en een bol is de werkzame doorsnede eenvoudig de doorsnede van de bol.
Een intuïtief begrip van het concept van werkzame doorsnede kan verder worden verkregen als we een opstelling beschouwen waarbij een bundel deeltjes (bijvoorbeeld alfadeeltjes of protonen) invalt op een vast doel (target), bijvoorbeeld een stuk metaalfolie. Een deel van de inkomende deeltjes zal ongehinderd door het folie schieten, de rest zal op de een of andere manier een wisselwerking aangaan (de deeltjes kunnen verstrooid worden of zelfs een reactie aangaan met een van de atoomkernen in het folie). Als we nu doen alsof de inkomende deeltjes puntdeeltjes zijn en de deeltjes in het doel schijfjes met een bepaalde oppervlakte, en dat er een wisselwerking plaatsvindt als een inkomend deeltje op zo'n schijfje terechtkomt (en ongehinderd doorgaat als het ernaast schiet), dan kunnen we een soort "effectieve oppervlakte" bepalen voor de deeltjes in het doel. Dit is dan de werkzame doorsnede.
Concreet: bij een experiment waarbij de "bestraalde" oppervlakte A is, het aantal invallende deeltjes per tijdseenheid N0, het aantal deeltjes in het bestraalde deel van het doel n en het aantal wisselwerkingen per tijdseenheid N is, kunnen we de werkzame doorsnede vinden als
{\displaystyle \sigma ={\frac {AN}{N_{0}n}}}
Deze grootheid is onafhankelijk van de experimentele parameters (intensiteit en grootte van de bundel en dichtheid en dikte van het materiaal) en karakteriseert enkel het fysische proces. Voorwaarde is wel dat het aantal inkomende deeltjes en het aantal doeldeeltjes niet te groot zijn: de kans dat een interactie een soortgelijke interactie verhindert of bevordert (zoals wanneer achter een doeldeeltje een ander ligt) moet verwaarloosbaar zijn.
De werkzame doorsnede hangt af van de soort en de snelheid van de deeltjes in de bundel en in het doel en van de soort interactie en is dus niet direct gerelateerd aan de fysieke grootte van de deeltjes.

## Differentiële werkzame doorsnede
De eenvoudige definitie uit de voorgaande paragraaf is een voorbeeld van een totale werkzame doorsnede. Er wordt enkel gekeken of een deeltje interageert bij gegeven energie. Vaak, vooral bij verstrooiingsprocessen, is men ook geïnteresseerd in de hoek waaronder het ingeschoten deeltje het doel verlaat. Hiervoor gebruikt men de zogeheten differentiële werkzame doorsnede. Ook deze is zodanig gedefinieerd dat ze niet meer afhankelijk is van experimentele parameters zoals de dikte van het doel en de intensiteit van de bundel, maar alleen van het fysische verstrooiingsproces zelf. Deze differentiële werkzame doorsnede, die men schrijft als  dσ / dΩ, geeft een maat voor de waarschijnlijkheid dat deeltjes onder een bepaalde hoek verstrooien.

Gebruikte grootheden in de definitie van de differentiële werkzame doorsnede

Stel dat we een bundel deeltjes afschieten op een doel. We hebben hierboven al gezien hoe we dan de werkzame doorsnede σ kunnen definiëren. De uitgaande deeltjes zullen echter in het algemeen niet gelijkmatig verdeeld zijn over de mogelijke richtingen. Als we kijken naar een klein stukje ruimtehoek ΔΩ in een bepaalde richting, die we bijvoorbeeld als (θ, φ) kunnen noteren, zal daar een aantal deeltjes ΔN per tijdseenheid worden gemeten. Net als bij de "totale" werkzame doorsnede kan dit worden genormaliseerd:
{\displaystyle \Delta \sigma (\theta ,\phi )={\frac {A\,\Delta N(\theta ,\phi )}{N_{0}\,n}}}
Door nu te delen door de ruimtehoek ΔΩ vinden we een benadering voor de "werkzame doorsnede per eenheid van ruimtehoek" in een gegeven richting. Het nemen van de continue limiet (Δσ / ΔΩ → dσ / dΩ) geeft dan de differentiële werkzame doorsnede dσ / dΩ, die een functie is van de hoek (uit symmetrieoverwegingen enkel de verstrooiingshoek θ, niet de azimutale hoek φ) en van de energie E van het invallende deeltje. De eenheid is eveneens de barn, maar de dimensie is eigenlijk oppervlakte per eenheid ruimtehoek.
Voor de rutherfordverstrooiing geldt bijvoorbeeld
{\displaystyle {\frac {d\sigma }{d\Omega }}\propto {\frac {1}{E^{2}\sin ^{4}(\theta /2)}}}
met θ de verstrooiingshoek en E de kinetische energie van de invallende deeltjes.